# چانگ کیونگ هو
چانگ کیونگ هو (انگلیسی: Chung Kyung-ho؛ زادهٔ ۲۲ مهٔ ۱۹۸۰) یک بازیکن فوتبال اهل کره جنوبی است.
وی همچنین در تیم‌های ملی فوتبال کره جنوبی کره جنوبی کره جنوبی بازی کرده‌است.